# Isabel Gravitt
Isabel Gravitt (Whittier, 19 augustus 2003) is een Amerikaans actrice. Ze speelde onder andere in de Prime Video televisieserie Little Fires Everywhere en de Netflix televisieserie The Watcher. 

## Biografie
Gravitt maakte haar filmdebuut in de actiethriller Transit uit 2012. In haar beginjaren speelde ze ook in de korte film House Call uit 2013 en de televisiefilm The History of Us uit 2015. Vanaf 2016 had Gravitt de rol van Alice McCarthy in de televisieserie American Housewife. Gravitt was in mei 2020 in vier afleveringen te zien van de miniserie Little Fire Everywhere, dat uitgebracht werd op Prime Video. Twee jaar vertolkte ze de rol van Ellie Brannock,  de dochter van Nora en Dean Brannock gespeeld door Naomi Watts en Bobby Cannavale, in de miniserie The Watcher van Netflix. In 2024 werd Gravitt gecast in de Apple+ televisieserie Your Friends and Neighbors.

## Filmografie

### Films
| Jaar | Titel                | Rol         | Opmerkingen   |
| ---- | -------------------- | ----------- | ------------- |
| 2013 | House Call           | Louise      | Korte film    |
| 2017 | The History of Us    | Jonge Holly |               |
| 2017 | In Search of Fellini | Jonge Lucy  |               |
| 2018 | Cucuy: The Boogeyman | Sierra      |               |
| 2022 | Witch Mountain       | Tia         | Televisiefilm |
| 2024 | Dead Sea             | Kaya        | [ 6 ]         |

### Televisie
| Jaar      | Titel                   | Rol            | Extra  |
| --------- | ----------------------- | -------------- | ------ |
| 2016      | Walk the Prank          | Lori           | 1 afl. |
| 2016-2017 | American Housewife      | Alice McCarthy | 5 afl. |
| 2020      | Little Fires Everywhere | April Jarvis   | 4 afl. |
| 2022      | The Watcher             | Ellie Brannock | 7 afl. |